# Maenoba
Maenoba (Μαίνοβα), possiblement la moderna Torre del Mar, (Málaga), fou una ciutat dels bàstuls a la costa sud de la Bètica. El riu de la seva vora es deia també Maenoba (avui riu Vélez). Altres la situen a la vora del riu que avui es diu Guadiamar. Maenobora (Μαινοβώρα) esmentada com a ciutat dels mastians al sud d'Hispània és probablement la mateixa ciutat.
Es va fundar després de l'abandonament de Toscanos, en l'altre marge del riu al segle V abans de Crist, creant-se un important nucli urbà que arribarà a desaparèixer a principis de segle II després d.C. En època romana imperial va funcionar com a centre productor, distribuïdor, de la indústria pesquera de salats i el garum.